# Pyracantha fortuneana
Pyracantha crenatoserrata là loài thực vật có hoa trong họ Hoa hồng. Loài này được (Maxim.) H.L. Li miêu tả khoa học đầu tiên năm 1944.

## Hình ảnh

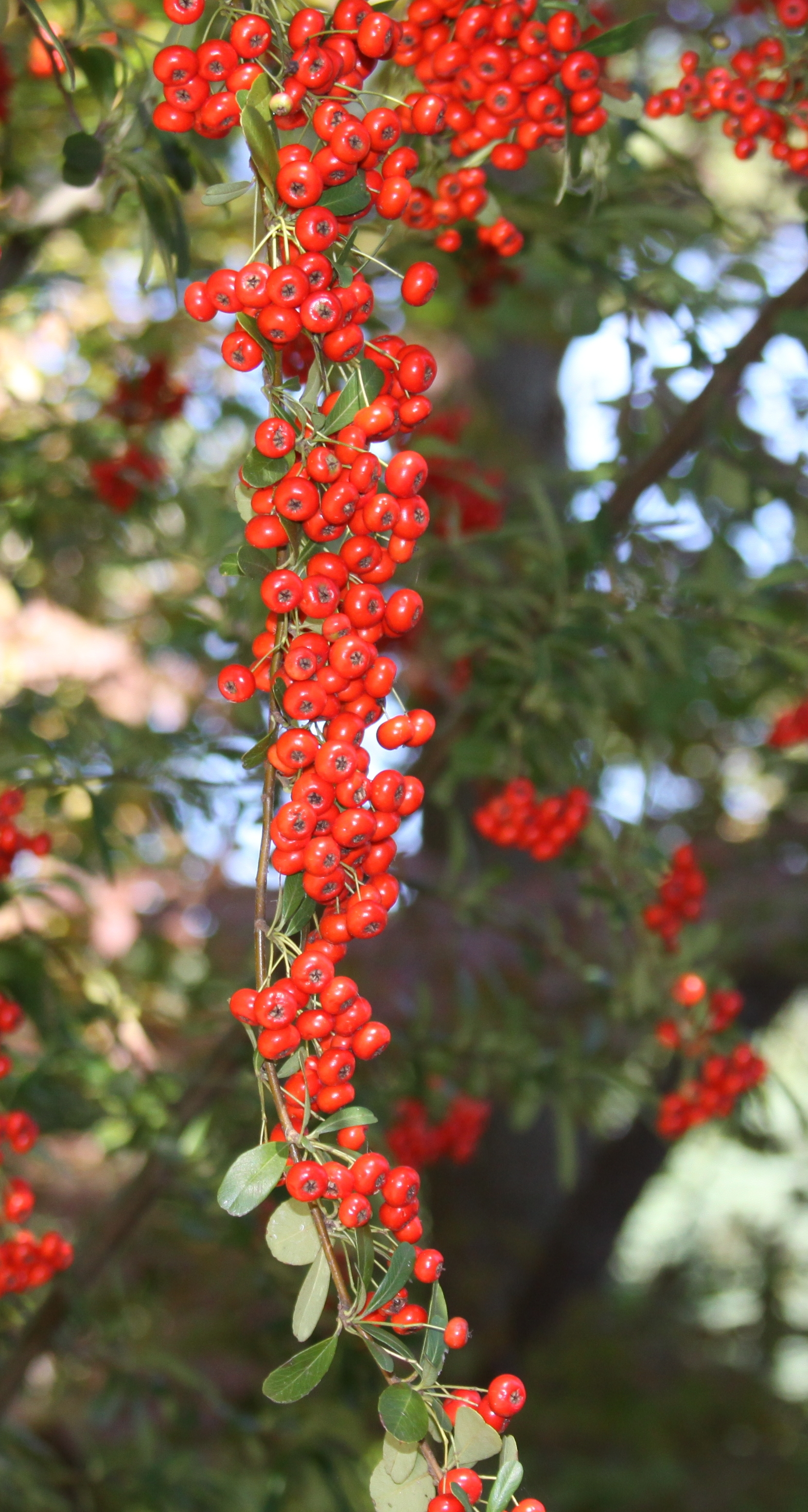
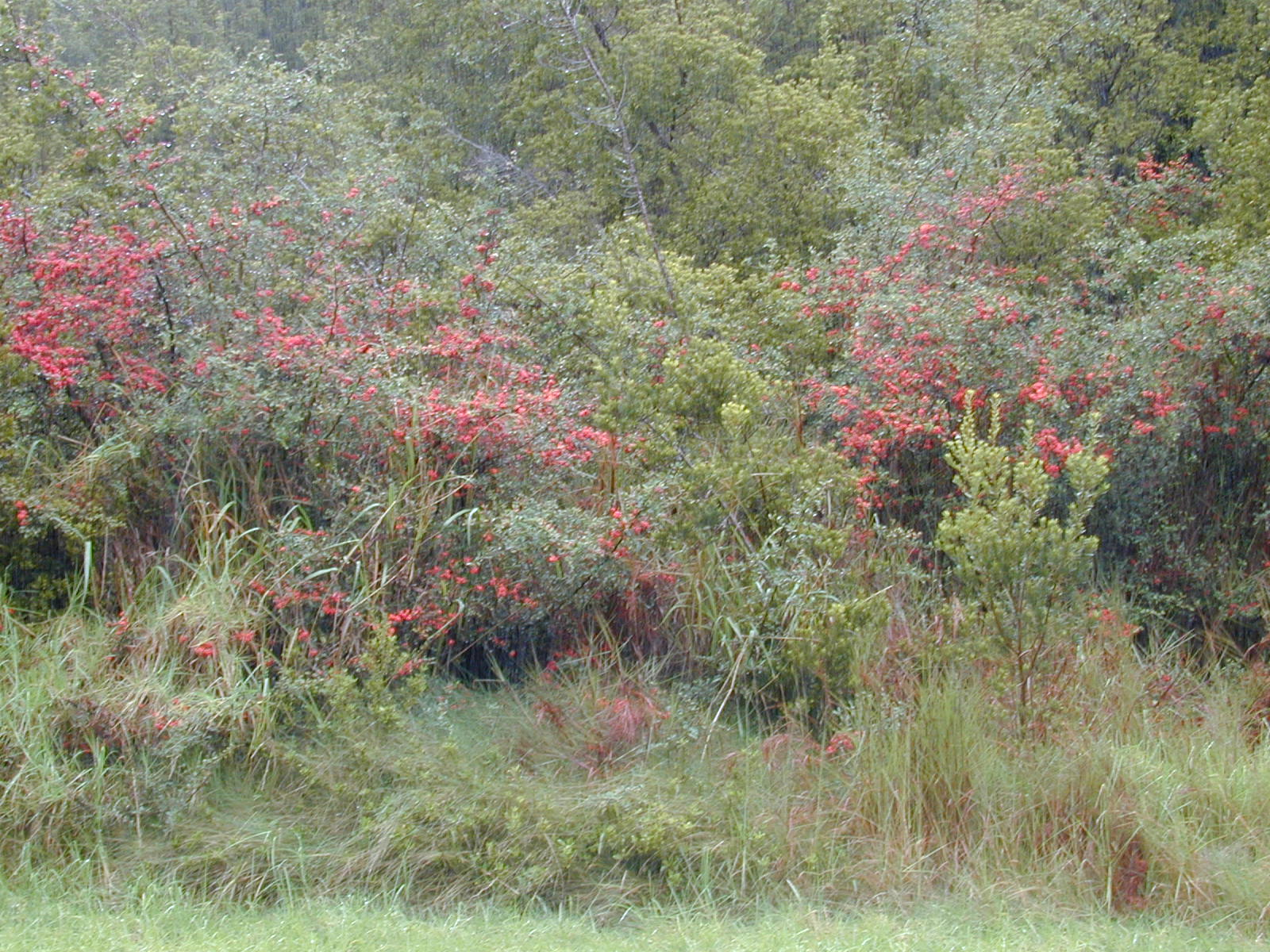
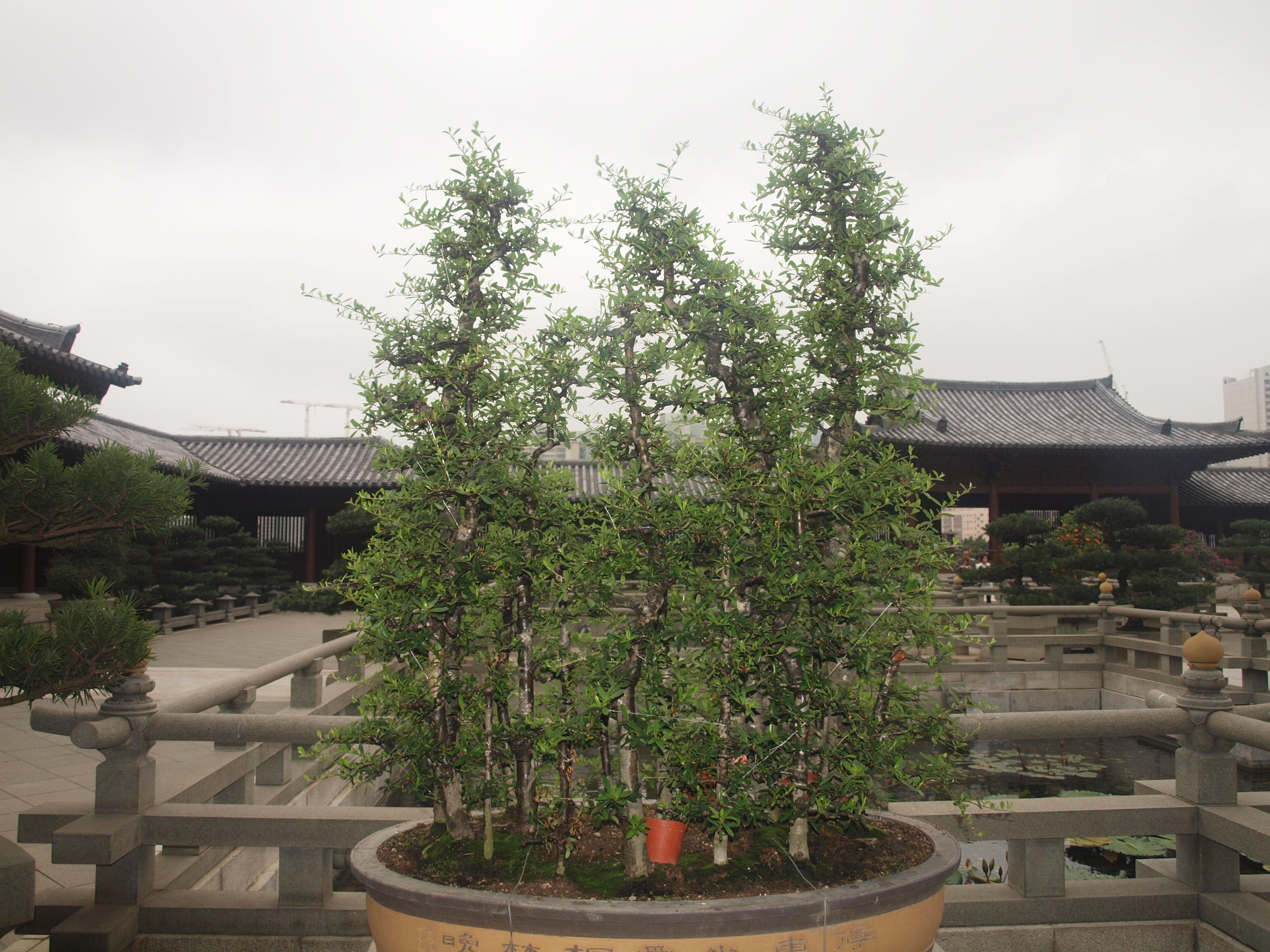
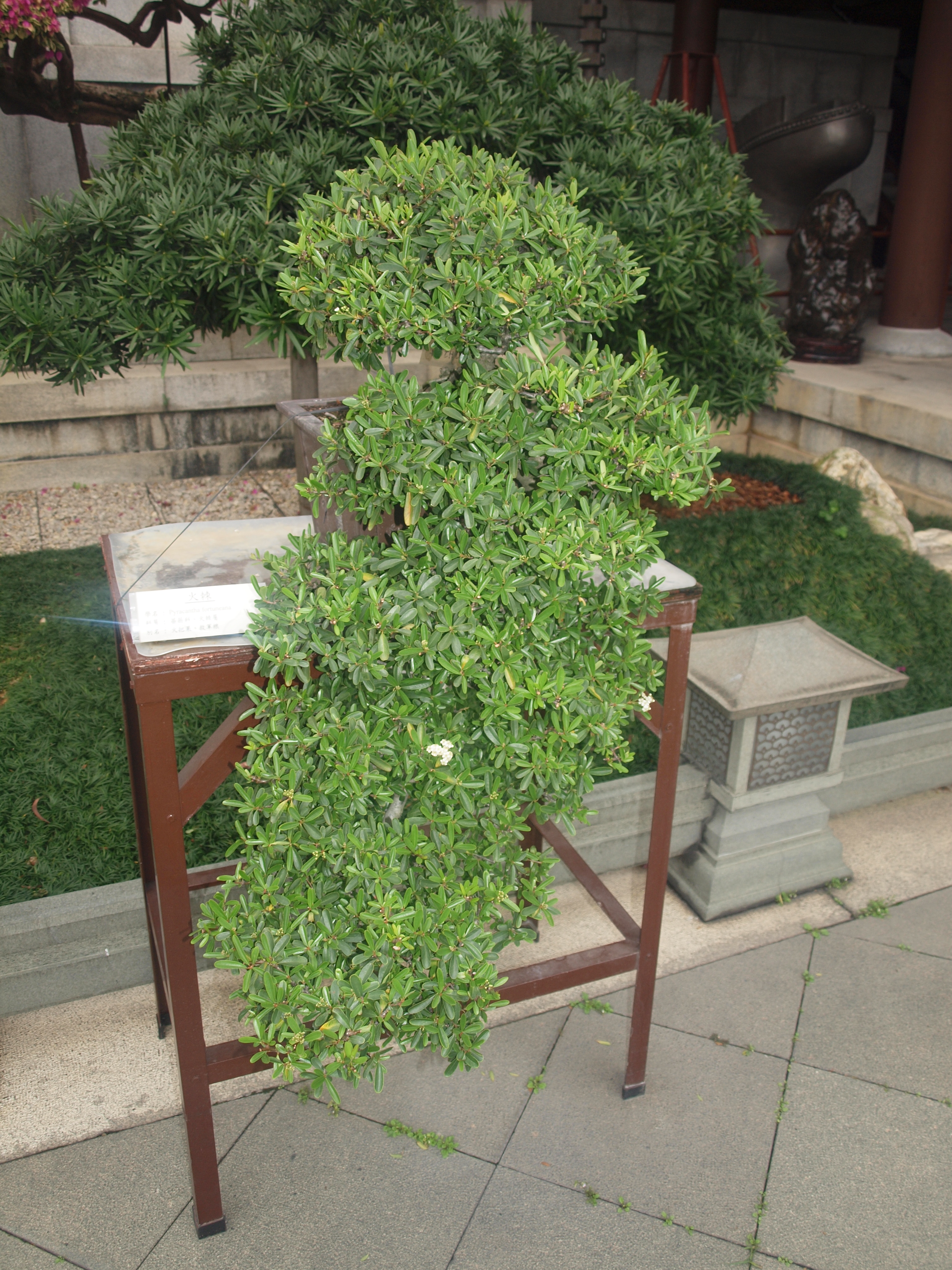